# Вьетнамская медаль
Вьетнамская медаль – общая медаль кампании Австралии и Новой Зеландии, которой награждались лица, нёсшие службу в ходе Вьетнамской войны.
Медаль разработана совместно Австралией и Новой Зеландией, однако для каждой страны есть свои разрешительные королевские предписания.

## Критерии награждения

### Австралия
Для получения вьетнамской медали необходимо было провести на службе: 
- 28 дней на кораблях или судах во внутренних водах или у побережья Вьетнама.
- один и более дней в подразделении на земле
- Один боевой вылет над Вьетнамом или над вьетнамскими водами в составе экипажа
- Официальный визит в течение 30 дней (непрерывный срок или в сумме)
- Один и более дней в качестве члена аккредитованной филантропической организации, прикреплённой к австралийским силам на официальном положении на полновременной службе.

Срок между 29 мая 1964 и 27 января 1973

### Новая Зеландия
- Служба в течение 28 дней непрерывно или в совокупности на кораблях или судах, действующих во внутренних водах или у побережья Вьетнама.
- Служба в течение одного или более дней в подразделении на земле
- Участие в одном боевом вылете над Вьетнамом или вьетнамскими водами в составе экипажа, осуществлявшего прямую поддержку действий во Вьетнаме
- Служба в течение 30 дней непрерывно или в совокупности в ходе официальных визитов, инспекций или других акций временного характера при выполнении долга во Вьетнаме или на кораблях и судах, участвующих в боевых действиях у вьетнамского побережья.

Служба, завершившаяся гибелью или ранениями, присуждение награды за храбрость вели к автоматическому награждению вьетнамской медалью вне зависимости от срока и полноты квалификационного периода

## Описание
- Вьетнамская медаль имеет круглую форму. Изготовлена из никелированного серебра. На передней стороне размещено коронованное изображение королевы Елизаветы II с надписью «'ELIZABETH II DEI GRATIA REGINA F.D»[1].
- Обратная сторона медали содержит сверху надпись  «VIETNAM» под ней помещено изображение человека, стоящего между двумя символичными сферами «в представлении идеологической войны во Вьетнаме»[2].
- Ленточка медали содержит центральную жёлтую полосу, обрамлённую двумя красными полосками, справа находится синяя полоса, представляя таким образом флот, слева голубая полоса, представляя таким образом воздушные силы. Посередине центральной желтой полосы проходят три красные полоски, представляя цвета флага республики Южный Вьетнам.
- Имя получателя, звание и серийный номер выгравированы на краю медали.